# Támad a Mars!
A Támad a Mars! (Mars Attacks!) 1996-ban bemutatott sötét humorú sci-fi filmvígjáték Tim Burton rendezésében. A film a népszerű Mars Attacks gyűjtőkártya-sorozat alapján készült. A zenét Danny Elfman szerezte, aki Burton majdnem összes filmjében a zenét komponálta. A film költségvetés 70 millió dollár, világbevétele 101 millió dollár volt. 

## Történet
Az űrfelvételek bizonyítják, hogy marslakók közelednek a Föld felé. A Today in Fashionba ellátogat Prof. Donald Kessler, aki szimpatizál a műsorvezetővel, Natalie Lake-kel. Hirtelen a monitoron megjelenik egy marslakó, aki idegen nyelven mond valamit.
Közben Vegasban Byron nem tud visszamenni a családjához Washingtonba. Egy bizonyos Art Land saját szállodát szeretne építeni, amit Galaxinak akar elnevezni. Barbara, a felesége békepárti, és amint megtudta, hogy jönnek a marslakók, szeretné, ha békességben élnének velünk.
Az elnök, Donald Kessler, Decker tábornok, Casey tábornok, Jerry Ross és többen a marslakók üzenetén elmélkednek. Prof. Kessler szerint az idegenek nitrogént lélegeznek és telepatikus képességekkel rendelkeznek. Dr. Zeigler készített egy gépet, mellyel le tudják fordítani az üzenetet. A marslakó az adatait mondja el magáról és a népéről.
Byron fiai Washingtonban elszöktek otthonról, de Louise (az anyjuk) megtalálta őket. Jerry Ross utcalányokkal társalog. Perkinsville-ben a Norris családnál az egyik fiú bekötött szemmel villámgyorsan rak össze egy gépfegyvert. A másik fiú, Richie elviszi a nagymamájukat az idősek otthonába.
A marslakók megadták a koordinátáikat, hogy hol fognak leszállni. Az információk szerint Nevadában. Billy Glyen Norris elindul a hadseregbe. Anyja és apja szerint ő sokkal jobb, mint Richie. Mindenki összegyűlik a sivatag közepén, hogy lássák az idegenek leszállását a Földre. Casey tábornok fogadja a marslakókat. Decker tábornok úgy véli, fel kell fegyverkezniük. Jemes Dale, az elnök igazat ad neki, mivel nem tudják egész pontosan a marslakók célját. Az elnök, a First Lady, Decker, Kessler és Ross a Fehér Házból nézik az adást. Barbara Land egy közeli dombról figyeli az eseményeket. Dr. Zeigler elkészítette a kommunikáló gépet. Billy Glen is a katonák közt van. Egy repülő csészealj közeledik, marslakók szállnak ki belőle. Casey tábornok előre lép, és üdvözli őket. A földönkívüliek vezetője mond valamit, a gép pedig fordítja. A marslakó azt mondja, „békével jöttünk”. Mindenki kiabál az örömtől. Az egyik ember egy fehér galambot ereszt el, amint ezt meglátja a marslakó, fegyverével megöli a madarat, majd Casey tábornokot. Káosz tör ki, mely során meghal Billy. Natalie Lake is tudósít onnan, ahogy Jason Stone is. Mielőtt megfognák egymás kezét, Jasont egy űrlény megöli, csak egy kézfej marad belőle. Natalie elájul, majd elhurcolják.
Az elnök és társai megdöbbenve nézik, mi történik. Decker szerint ellentámadást kell indítani, Marsha Dale szerint is. Donald úgy gondolja, ezt a félreértést ki lehet javítani. Mert a marsiak a galamb miatt ijedtek meg. A földiek egy üzenetben közlik bocsánatkérésüket az incidens miatt. A marslakók megkapják az üzenetet, de csak nagyot nevetnek rajta. A Norris család Billyt gyászolja. Az idegenek visszaüzentek, miszerint ők is sajnálatukat fejezik ki az események miatt.
Új leszálló helyük a kongresszus előtt van. Bemennek az épületbe, és megölik a minisztereket. Kessler meg akarja győzni őket arról, hogy élhetnénk együtt békében, válaszként leütik és elhurcolják. Az űrhajójukon Natalie fejét ráoperálták a kutyája testére, és az eb fejét a nő testére tették.
Leküldtek a Földre egy nőnek álcázott marslakót, akit Jerry Ross bekísér a Fehér Házba. Mikor a férfi meg akarja csókolni, nem tudja, mivel rágógumi van a hölgy szájában. Mikor Ross ki akarja venni, s benyúl a kém szájába, akkor a nő leharapja az ujjait. Ross pánikba esik, és segítséget hív, de a nő hátulról akkora erővel leüti, hogy Ross belehal.
A bérgyilkos villámgyorsan halad az elnök és felesége szobája felé. Meg is ölné őket, de a pár kutyája felugat, a csengő megszólal, az elnök ráugrik a marslakóra, aki fegyvert fog rá. Viszont a biztonsági őrök betörnek, és lelövik a behatolót. Mindezt egy kamerán keresztül látja az ellenséges király és a királynő. Úgy megdühödnek, hogy támadó csapatokat indítanak a Föld ellen. Az űrhajón Kessler magához tér, de csak a feje van meg. Látja Natalie-t is, aki már új testtel jár-kel.
A Fehér Házba ellátogat Cedric és Neville iskolai osztálya. Hirtelen a tanárnőt megöli egy marslakó, mire káosz tör ki. Az elnök is menekül. Marshára viszont ráesik egy csillár. Neville és Cedric megmentik az elnököt. A zöld lények rombolnak és gyilkolnak. Felrobbantják többek között a Tádzs Mahalt, összezúzzák a Húsvét-szigeten a kőfejeket.
Decker azt javasolja az elnöknek, hogy fegyvert vessenek be az idegenek ellen. De azok egy szippantó géppel beszippantják a bombát. Vegasban a már kész Galaxie Hotelben Art előadást tart a szponzoroknak. Az egyik űrhajó lézersugarat küld a hotel felé, amitől az összeomlik. Tom Jones koncertezik, mikor a marslakók megszállják a várost. Sokan bemenekülnek a kaszinóba, ahol Byron és Barbara tanácskozik. Meglátja Tomot, Rude Gambler szerencsejátékos autogramot kér tőle. Az ufók közben ellepik a kaszinót. Barbarának van repülője, de nem tudja vezetni, szerencsére Tom igen. Így elindulnak a reptér felé.
Perkinsville-ben Mr. és Mrs. Norris fegyvert töltenek. Richie elhatározza, hogy a nagymamájáért megy, amiről az apja megpróbálja lebeszélni. De a fiú mégis elindul a mamájáért. Egy hatalmas robot közeledik a lakókocsipark felé. Richie beindítja az autóját, és elhajt vele. Ám Norrisék lakókocsiját megragadja a robot, és a földhöz vágja. Vegasban Rude úgy gondolja, eltévedtek, ezért visszamegy a hotelba. Útközben találkozik egy marslakóval, aki megöli, viszont az idegent Barbara semmisíti meg.
Az elnök védett termébe betörnek az idegenek. Decker elkezd beszélni nemzete nagyságáról. Erre a marslakó egy fegyverrel lekicsinyíti a férfit, majd rálép. Ekkor nagy lövöldözés tör ki. Csak az elnök marad életben, aki elkezd beszélni arról, hogy milyen jó lenne, ha a Föld és a Mars összefogna. A marslakó kezet nyújt felé, kezet fognak. De a lényből kijön egy műkéz, ami mászni kezd az elnökön, végül hátulról átdöfi. A éles pótkarból, ami átdöfte az elnököt, kiemelkedik a marslakók zászlaja.
Barbaráék elértek a repülőhöz, de útjukat állják a marslakók egy csoportja, kiket Byron elintéz, pedig azok fölényben voltak. A repülő elrepül Barbarával, Cinyvel, Tommal. Richie megszabadul a robottól. Beszalad az otthonba, ahol épp meg akarják ölni a nagymamáját, akinek fülhallgató van a fülében, így nem hall semmit. Richie beér a mami szobájába, rákiált. Erre a néni kihúzza a fülhallgatót a füléből. Ekkor a marslakók kiabálni kezdenek, a fejük pedig szétrobban. Világszerte játsszák a marslakó-kinyíró zenét. A zuhanó űrhajóban Donald és Natalie leesett a helyéről, de először és utoljára végre megcsókolják egymást. A megmaradt Washingtonban beszédet mond Taffy és Richie. Richie-t és a mamáját kitüntetik. Tom Jonesék állatok társaságában ünnepelnek. Byron visszatér a nejéhez és két fiához.

## Szereplők
| Karakter             | Színész              | Magyar hang          | Megjegyzés |
| -------------------- | -------------------- | -------------------- | --- |
| James Dale elnök     | Jack Nicholson       | Reviczky Gábor       | Az Amerikai Egyesült Államok elnöke. A parancsnoki tisztet betöltő marslakó műkeze átszúrja a hasát, és előbújik az idegenek zászlaja. |
| Art Land             | Jack Nicholson       | Reviczky Gábor       | Las Vegas-i üzletember, Barbara Land férje. A marslakók lerombolják a kaszinóhotelét, mikor benne tartózkodik.                         |
| Marsha Dale          | Glenn Close          | Kútvölgyi Erzsébet   | James Dale felesége, Taffy Dale anyja, az USA First Ladyje. A marslakók támadása során Nancy Reagan csillárja ráesik.                  |
| Barbara Land         | Annette Bening       | Farkasinszky Edit    | Art felesége, kissé iszákos nő, aki békét szeretne az emberek és marslakók között. Túléli a támadást.                                  |
| Prof. Donald Kessler | Pierce Brosnan       | Szabó Sipos Barnabás | Az elnök barátja, támogatja a békét. A marslakók levágják a fejét, gépekkel tartják életben, majd a tengerbe zuhanva megfullad.        |
| Rude Gambler         | Danny DeVito         | Csuja Imre           | Vegasi szerencsejátékos, tárgyalni akar egy marslakóval, de az lelövi.                                                                 |
| Jerry Ross           | Martin Short         | Kassai Károly        | Sajtóreferens, az egyik nőnek álcázott marslakó megöli.                                                                                |
| Natalie Lake         | Sarah Jessica Parker | Biró Anikó           | Riporter, a marslakók elhurcolják, testét kutyájával cserélik össze, majd a tengerbe zuhanva megfullad.                                |
| Jason Stone          | Michael J. Fox       | Háda János           | Riporter, Natalie barátja, az első támadáskor megölik, csak a keze marad meg.                                                          |
| Decker tábornok      | Rod Steiger          | Gruber Hugó          | Az USA hadseregének tábornoka, egy marslakó lekicsinyíti és rálép.                                                                     |
| Önmaga               | Tom Jones            | Varga Tamás          | Énekes, túléli a támadást Byron, Cindy, Barbara és Rude társaságában.                                                                  |
| Richie Norris        | Lukas Haas           | Bolba Tamás          | Fiatal fiú Kansasből, nagyon szereti a nagymamáját, segít felfedezni az idegenek gyenge pontját.                                       |
| Taffy Dale           | Natalie Portman      | Simonyi Piroska      | James és Marsha Dale lánya, biztonságban túléli a támadást.                                                                            |
| Byron Williams       | Jim Brown            | Hankó Attila         | Nehézsúlyú ökölvívó, puszta kézzel legyőz több marslakót, majd visszatér a családjához.                                                |
| Marslakónő           | Lisa Marie           |                      | A marslakók az elnök megölésére küldték. Jerry Rosst megöli, de a biztonságiak lelövik.                                                |
| Florence Norris      | Sylvia Sidney        | Fodor Zsóka          | Richie és Billy nagymamája, ő fedezi fel a marslakók gyenge pontját.                                                                   |
| Sharona              | Christina Applegate  |                      | Billy Norris barátnője, akit a marslakók megölnek.                                                                                     |
| Billy Glen Norris    | Jack Black           | Tóth Attila          | Richie testvére, beáll a seregbe, de a marslakók megölik.                                                                              |
| Louise Williams      | Pam Grier            | Liptai Claudia       | Byron exfelesége, Cedric és Neville anyja, túléli a marslakók támadását.                                                               |
| Mr. Norris           | Joe Don Baker        | Melis Gábor          | Richie és Billy apja, a marslakók hatalmas robotja öli meg.                                                                            |
| Sue Ann Norris       | O-Lan Jones          | Némedi Mari          | Richie és Billy anyja, a marslakók hatalmas robotja öli meg.                                                                           |
| Cindy                | Janice Rivera        |                      | Vegasi pincérnő, Byron, Barbara, Rude és Tom Jones társaságában túléli a támadást.                                                     |
| Cedric Williams      | Ray J                |                      | Louise és Byron fia, túléli a támadást.                                                                                                |
| Neville Williams     | Brandon Hammond      |                      | Louise és Byron fia, túléli a támadást.                                                                                                |
| Casey tábornok       | Paul Winfield        | Barbinek Péter       | Ő fogadja a marslakókat, akik megölik.                                                                                                 |
| Mitch titkosügynök   | Brian Halley         | Juhász György        | Megvédi az elnököt, de az idegenek megölik.                                                                                            |
| Dr. Zeigler          | Jerzy Skolimowski    | Kardos Gábor         | Feltalálja az emberek és marslakók közti kommunikációs gépet, de megölik.                                                              |